# Clarence McKerrow
Clarence Douglas "Clary" McKerrow (født 18. januar 1877 i Montreal, død 20. oktober 1959 smst) var en canadisk ishockey- og lacrossespiller, som deltog OL 1908 i London.
Clary McKerrow spillede ishockey for Montreal AAA, som i 1895 vandt Stanley Cup. Da klubben igen i 1902 vandt dette trofæ, var McKerrow spillende træner for holdet.
McKerrow blev olympisk mester i lacrosse i 1908 i London. Han var med på det canadiske lacrossehold, som vandt konkurrencen. Tre hold var tilmeldt, men Sydafrika trak sig, inden turneringen gik i gang, hvorefter mesterskabet blev afgjort mellem canadierne og det britiske hold. Spillet var ikke helt standardiseret, og der blev spillet efter regler, der var en krydsning mellem de regler, canadierne og briterne kendte. Kampen blev afvekslende med canadierne i front efter de to første quarters med 6-2. Efter pausen spillede briterne bedre og holdt 9-9, hvorved kampen endte 15-11 til canadierne.